# Yaohai
Yaohai är ett stadsdistrikt i provinshuvudstaden Hefei i provinsen Anhui i östra Kina.

## Administrativ indelning
Yaohai är indelat i 15 stadsdelsdistrikt, en köping och två administrativa enheter på sockennivå.
Stadsdelsdistrikt (jiedao):

- Changhuai (长淮街道)
- Chengdong (城东街道)
- Chezhan (车站街道)
- Datonglu (大通路街道)
- Fangmiao (方庙街道)
- Hepinglu (和平路街道)
- Hongguang (红光街道)
- Mingguanglu (明光路街道)
- Modian (磨店街道)
- Qilitang (七里塘街道)
- Qilizhan (七里站街道)
- Sanlijie (三里街街道)
- Sanshitou (三十头街道)
- Shenglilu (胜利路街道)
- Tonglinglu (铜陵路街道)

Köpingar (zhen):

- Daxing (大兴镇)

Områden på sockennivå:
- Hefei Longgang Zonghe Jingji Kaifaqu ekonomisk utvecklingszon (合肥龙岗综合经济开发区)
- Yaohai Gongyeyuan industripark (瑶海工业园)